# Oamenii bunicului meu
Oamenii bunicului meu (în turcă Dedemin İnsanları) este un film de comedie dramatică turcească din 2011, regizat de Çağan Irmak⁠(d).

## Rezumat
Se concentrează asupra unui turc cretan care a fost forțat să își părăsească casa din Creta în timpul schimbului de populație dintre Grecia și Turcia și care speră să își revadă locul natal înainte de a muri.

## Distribuție
- Çetin Tekindor – Mehmet Yavaș
- Hümeyra – Peruzat
- Zafer Algöz – Mayor
- Yiğit Özșener – İbrahim
- Gökçe Bahadır – Nurdan
- Mert Fırat – Hasan
- Ezgi Mola – Fatma